# 広島市警察
広島市警察（ひろしましけいさつ）は、かつて存在した広島県広島市の自治体警察。

## 概要
従来の広島県警察部が解体され、1948年（昭和23年）3月7日の正式発足に先立ち、1月7日に広島市警察局を設置し、2ヶ月の間、運営準備訓練を行った。
1954年（昭和29年）に新警察法が公布された。これにより国家地方警察と自治体警察が廃止され、新たに都道府県警察として広島県警察が発足。広島市警察も広島県警察に統合され、姿を消した。

## 組織
1948年（昭和23年）時点
- 秘書課
- 警務課
- 警備課
- 刑事課
- 経済保安課
- 保安課

## 警察署
1948年（昭和23年）時点
- 東警察署
- 西警察署
- 宇品警察署